# Ralf Hofeditz
Ralf Hofeditz (* 31. August 1962 in Dortmund) ist ein ehemaliger deutscher Radrennfahrer.

## Sportliche Laufbahn
Hofeditz war im Straßenradsport und im Bahnradsport aktiv. Mit dem Radsport begann er als Schüler und gewann die Deutsche Meisterschaft im Straßenrennen in der Jugendklasse. Als Amateur wurde er 1982 Vize-Meister in der Mannschaftsverfolgung mit der RG Nordrhein-Westfalen. In Grenoble konnte er das Sechstagerennen für Amateure dreimal gewinnen. Er startete für den Verein RV Sturmvogel Dortmund.
Im September 1982 wurde er Berufsfahrer im französischen Radsportteam Wolber-Spidel und lebte während seiner Zeit als Radprofi in der Nähe von Paris. In seiner ersten Saison als Profi 1983 gewann er Etappen im Circuit Cycliste Sarthe und im Rennen Étoile des Espoirs. In Deutschland gewann er den Preis der Sparda-Bank in Essen. Er bestritt die Tour de l’Avenir, in der er auf der 8. Etappe ausschied. 
Einen dritten Platz konnte Hofeditz im traditionsreichen Rennen Bordeaux–Paris hinter dem Sieger Tommy Prim erringen. In der Saison 1984 gewann er erneut Etappen im Circuit Cycliste Sarthe und im Rennen Etoile des Espoirs. Im Sechstagerennen von Grenoble wurde er beim Sieg von Gert Frank und Bernard Vallet Zweiter mit Gary Wiggins als Partner. 1985 fuhr er den Giro d’Italia und wurde 134. des Gesamtklassements, wobei er in den Bergetappen mit seiner Körpergröße von fast zwei Metern und seiner kräftigen Statur mit den Spitzenfahrern nicht mitfahren konnte. 1989 beendete er nach einer Sturzverletzung im Sechstagerennen von Dortmund seine Laufbahn.

## Familie
Auch Hofeditz' jüngerer Bruder Thomas Hofeditz und sein Vater Manfred Hofeditz, der auch Vorsitzender des RV Sturmvogel Dortmund war, waren Radrennfahrer.